# Franz Mehring
Pour les articles homonymes, voir Mehring.
Franz Erdmann Mehring (1846 – 1919), est un penseur et historien marxiste, et un homme politique allemand. D'abord libéral, il évolua vers la social-démocratie vers 1880. Il est l'un des fondateurs du Parti communiste d'Allemagne.

## Biographie
Franz Mehring naît le 27 février 1846 à Schlawe en Poméranie. Son père Carl Wilhelm Mehring et sa mère Henriette Schulze, d'anciens fonctionnaires prussiens, l'élèvent dans une stricte tradition protestante. Il fréquente le lycée de Greifenberg, puis commence des études de philologie classique et d'histoire à Leipzig.
En 1867, il rencontre à Berlin August Bebel, Wilhelm Liebknecht et d'autres dirigeants du Parti populaire saxon. En 1868, il s'installe à Berlin pour ses études et travaille à la rédaction de Die Zukunft, un journal démocrate.
À partir de 1871-1874, Mehring travaille pour le bureau de correspondance à Oldenbourg, et écrit les rapports de sessions du Reichstag et du parlement local. Il se fait connaître comme commentateur parlementaire, en écrivant pour le Frankfurter Zeitung et Die Waage, un journal édité par le démocrate Leopold Sonnemann (de) (1831–1909).
Mehring quitte Die Waage après un désaccord avec Sonnemann et il devient en 1884 le rédacteur en chef du journal libéral Berlin Volks-Zeitung. Il dénonce la loi d'exception de Bismarck contre les socialistes, bien qu'il soit lui-même membre de la bourgeoisie.
Il se rapproche du marxisme à partir des années 1880. En 1890, il rompt définitivement avec la presse bourgeoise. Mehring rejoint le Parti social-démocrate d'Allemagne (SPD) en 1891. Il collabore à plusieurs journaux quotidiens et hebdomadaires. Il est l'éditorialiste de la revue théorique hebdomadaire Neue Zeit pendant des années. Il devient un théoricien marxiste de référence.
Entre 1902 et 1907, Mehring est le rédacteur en chef du journal social-démocrate Leipziger Volkszeitung. De 1906 à 1911, il enseigne à l'école du parti SPD. Il est membre du parlement prussien de 1917 à 1918.
Pendant la Première Guerre mondiale Mehring s'éloigne du SPD. Il s'oppose à la guerre, et refuse de voter les crédits militaires. En 1916, la Ligue spartakiste, une faction marxiste révolutionnaire, est fondée et Mehring en est l'un des principaux animateurs aux côtés de Rosa Luxemburg, Karl Liebknecht, Leo Jogiches, Paul Levi et Clara Zetkin. 
Il est l'un des fondateurs du Parti communiste d'Allemagne (Kommunistische Partei Deutschlands, KPD), créé le 1er janvier 1919. 
Malade et profondément affecté par l’assassinat de Karl Liebknecht et Rosa Luxemburg, il meurt le 29 janvier à Berlin.

## La Légende de Lessing
La Légende de Lessing est considérée par Engels comme une œuvre capitale d'historiographie et comme une œuvre de combat.
Elle dément la thèse nationaliste d'un mouvement national allemand porté de concert par les dynasties régnantes et les représentants des Lumières : c'est bien contre l'esprit des Lumières que s'est affirmé le nationalisme allemand et qu'a été construit l'Empire allemand dirigé par les Hohenzollern. C'est à Mehring que revient le mérite d'avoir popularisé la notion marxiste de « misère allemande », à savoir celle d'une faiblesse de la bourgeoisie allemande incapable de s'émanciper de la tutelle de l'aristocratie féodale et militaire. Cette thèse a sans conteste inspiré celle du Sonderweg, telle qu'elle a été formulée dans les années 1970 par Hans-Ulrich Wehler et nombre d'historiens ouest-allemands. Jean Jaurès, sans doute trop soucieux de se concilier l'opinion publique allemande et le courant majoritaire de la SPD, s'en est pris dans le tome 3 de son Histoire socialiste de la Révolution française à Franz Mehring, accusé de produire une « interprétation pauvrement économique et étroitement matérialiste de la pensée humaine. » Mehring ne céda en rien sur sa vision de l'histoire de l'Allemagne au XVIIIe siècle, insistant sur les (nombreuses) erreurs et inexactitudes de Jaurès.

## Œuvres
- La Légende de Lessing, 1892
- Sur le matérialisme historique, 1893
- Karl Marx et la Première Internationale, 1897
- Histoire de la Social-démocratie allemande, 1897-1898
- Friedrich Engels, 1906
- Absolutisme et Révolution en Allemagne (1525–1848), 1910
- Karl Marx : Histoire de sa vie, 1918